# Kafr Nima
Kafr Nima (arab. ‏كفر نعمة‎, Kafr Niʿma) – wieś w Palestynie, w muhafazie Ramallah i Al-Bira. Według danych szacunkowych Palestyńskiego Centralnego Biura Statystycznego w 2016 roku miejscowość liczyła 4799 mieszkańców.